# Arvid Hydén
Arvid Jonas Hydén, född 1864 i Bellö socken i Jönköpings län, död 7 februari 1930 i Helsingfors, var en svensk pastor i Svenska Lutherska Evangeliföreningen och författare till flera sånger i Sionsharpan. 

## Gärningen
Arvid Hydén var förkunnare i Betlehemskyrkan i Stockholm 1893-1905. Pastor Julius Engström från Finland hörde honom predika och fick Evangeliföreningens styrelse att be honom provpredika vid föreningens årsfest juli 1904 och dess adventsfest samma år. Den 3 januari 1905 kallades han till att tjänstgöra i föreningens tjänst. Detta kom att bli en 25-årig verksamhet i svenskbygderna. Han föreslog namnformen Evangeliska Unga för den tidigare Evangelisk-Lutherska Ynglingaföreningen som 1906 blev en gren av Evangeliföreningen. 
I Sionsharpan har han tio egna sånger och flera som han bearbetat. Han var synnerligen flitig som författare.

## Släkt
Arvid Hydén var son till Johan Jonas Peter Petersson. Hans egna söner deltog i finska inbördeskriget i både jägarrörelsen och som svenska frivilliga. Den senare stupade.